# HMS London (69)
O HMS London foi um cruzador pesado operado pela Marinha Real Britânica e a oitava embarcação da Classe County. Sua construção começou em fevereiro de 1926 no Estaleiro Real de Portsmouth e foi lançado ao mar em setembro do ano seguinte, sendo comissionado na frota britânica em janeiro de 1929. Era armado com uma bateria principal composta por oito canhões de 203 milímetros montados em quatro torres de artilharia duplas, tinha um deslocamento carregado de pouco mais de quinze mil toneladas e alcançava uma velocidade máxima de 31 nós (58 quilômetros por hora).
O London passou sua primeira década de serviço atuando no Mar Mediterrâneo, voltando para casa em 1939 e sendo modernizado até 1941. Voltou ao serviço no meio da Segunda Guerra Mundial e foi colocado para atuar primeiro no Oceano Atlântico e depois no Mar Ártico, entretanto isto revelou problemas decorrentes de sua modernização, forçando-o a ser tirado de ação duas vezes para ficar sob reparos. Depois disso atuou na Frota Oriental no Oceano Índico até o final do conflito. Continuou a servir após a guerra até ser descomissionado em janeiro de 1950 e desmontado.